# Joel Teitelbaum

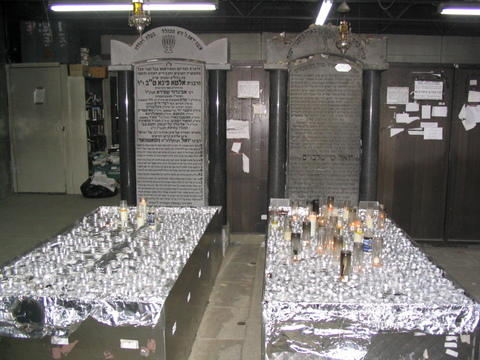
Túmulo do Rebe Yoel Teitelbaum ao lado da Rebetsin Faiga Teitelbaum em Kiryas Yoel

O rabino Yoel Teitelbaum (Iídiche/hebraico: יואל טייטלבוים; também conhecido como Rebe Yoelish; 13 de janeiro de 1887 - 19 de agosto de 1979) foi o fundador e líder do grupo hassídico de Satmar. Autor dos livros "Vayoel Moshe" e "Divrei Yoel". Amplamente conhecido por sua oposição radical ao sionismo. Ele desempenhou um papel central na restauração da comunidade Haredi depois de passar pela amarga destruição na Europa.

## Biografia
Ele nasceu em Siguet, que era então governada pelo Império Austro-Húngaro (hoje na Romênia) em 17 de Tevet de 5647, filho do rabino Hananiah Yom Tov Lipa Teitelbaum, autor de "Kedushat Yom Tov", e de sua mãe Chanah, filha do rabino Yoel Ashkenazi de Zlatchov .

### Origem
A genealogia da família Teitelbaum remonta ao grande rabino dos hassidim, o rabino Moshe Teitelbaum de Ihel conhecido como "Yismach Moshe". O Yismach Moshe veio de Pshemishl, Galícia, e foi primeiro um misnagued, mais tarde tornou-se um hassid e um discípulo do Vidente de Lublin sob a influência de seu genro, o rabino Aryeh Leibish Lifshitz. O Yismach Moshe era popularmente conhecido por amuletos e feitos milagrosos, até gentios húngaros ao redor atribuíam eventos sobrenaturais a ele.

### Sua juventude
R. Yoel cresceu com seu pai em Siguet, onde viveu até seu casamento. Ele se casou no ano de 1904, pouco antes da morte de seu pai, com a filha do rabino Avraham Chaim Horowitz.
R. Yoel teve três filhas de seu primeiro casamento, todas as três morreram de causas naturais, jovens e sem filhos, quando ele ainda era vivo.
No ano de 1936, Rebe Yoel ficou viúvo quando sua esposa Chavah morreu de uma doença cardíaca. Ela está enterrada em Satmar. Um ano depois, ele se casou com Alta Faiga Shapiro, uma jovem pobre e órfã, de Częstochowa, Polônia. O pai dela, o rabino Avigdor Shapiro, era um rabino hassídico em Czestochowa. Rebe Yoel mudou-se para Chebin, perto de Cracóvia, quando o casamento ocorreu, quem realizou o casamento foi o rabino de Chebin. A Rebetsin não teve filhos, ela faleceu em 2001 e jaz ao lado do marido no cemitério de Kiryas Yoel.

### Seu rabinato

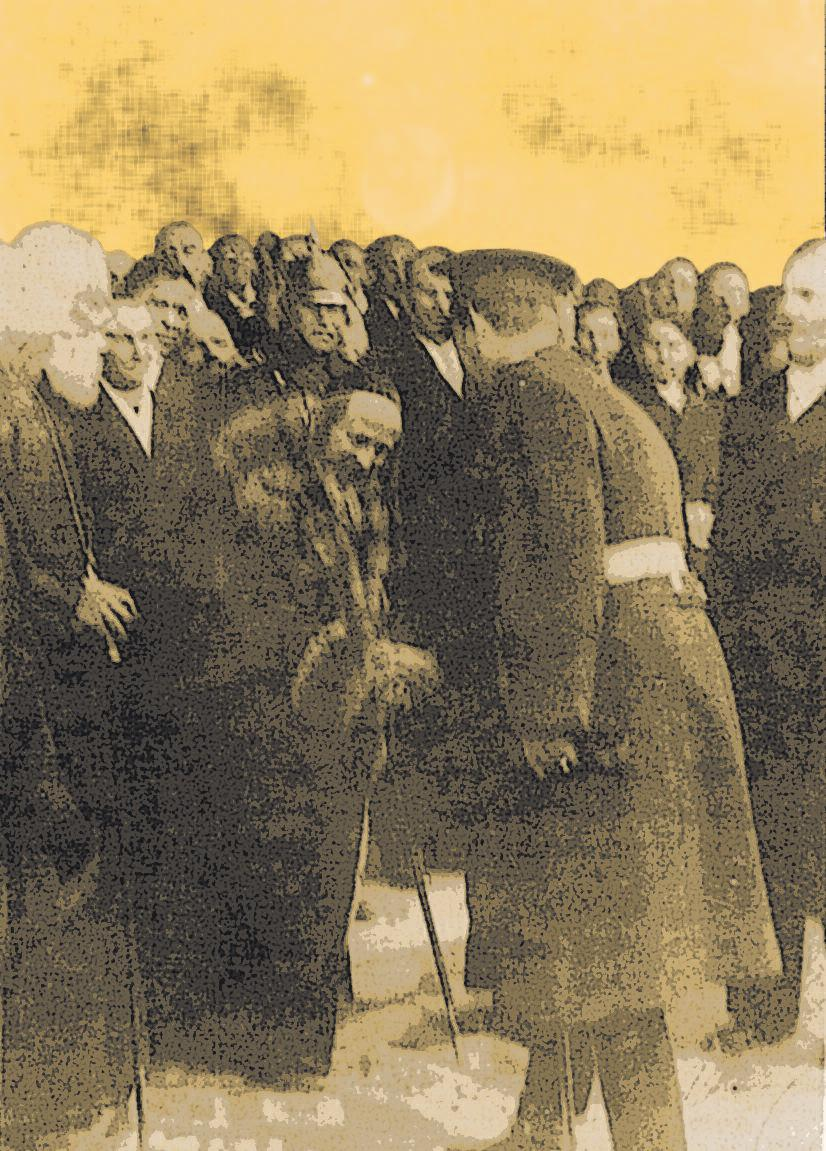
R. Joel cumprimenta o rei Carol II da Romênia, 1936.

Ele viveu por um tempo depois da Segunda Guerra em Jerusalém (de 1945 até meados de 1946), onde fundou as instituições de Satmar "Yetev Lev", o que o levou a pesadas dívidas que ele não tinha como pagar, então ele foi forçado a fazer uma viagem para Nova York, América, que foi planejada inicialmente apenas para um curto período, apenas para cobrir as dívidas. Mas no final ele foi persuadido por alguns hassidim a se estabelecer lá, então ele se estabeleceu lá e ficou morando em Nova York. Primeiro, ele se estabeleceu na área do East Side e depois em Williamsburg, onde fundou o amplamente ramificado império de Torah, conhecido como "Satmar", que inclui: a comunidade Kehal Yetev Lev (batei midrash, mikvaot, casas de ensino, padarias de matzá, cemitérios judaicos e outros) e as instituições chamadas Yeshiva Torah Virah e Beit Rachel (Talmud Torah para meninos, yeshivot para meninos mais novos e mais velhos, escola para meninas, acampamentos de verão). Assim como o "Congresso Rabínico Central dos Estados Unidos e Canadá", e diversas instituições de caridade, que estão espalhadas por todo o mundo.Após a morte do rabino Zelig Reuven Bengis, o rabino de Jerusalém, no ano de 1953, a Eda HaCharedit o nomeou como rabino de Jerusalém e ele manteve o título até sua morte, mas ele ainda permaneceu vivendo na América de onde sua influência alcançava a Terra de Israel, e ele só visitou a Terra de Israel algumas vezes.
É aceito por muitos observadores neutros que o Rebe de Satmar, juntamente com o rabino Aharon Kotler, é o principal responsável pelo estabelecimento do judaísmo charedi nos Estados Unidos.
Além disso, junto com a Rebetsin Alta Faiga, ele fundou muitas organizações beneficentes, como Bikur Cholim, Rav Tuv e Keren Hatzalah. Nos últimos anos de sua vida, ele fundou o vilarejo de Kiryas Yoel em Monroe, Nova York, onde foi o primeiro a ser enterrado no cemitério judaico local.
Mais de 100.000 pessoas compareceram ao seu funeral.

## Sua visão
O rabino Joel Teitelbaum lutou de forma única contra os sionistas. O rabino lutou contra a participação no governo deles na Terra de Israel, contra participar das eleições para o governo, contra seus decretos contrários à religião judaica, contra celebrar suas vitórias e contra receber dinheiro de seus cofres. Sua luta, que ele expôs em centenas de ensinamentos proferidos, foi posteriormente registrada nos livros Divrei Yoel, Vayoel Moshe, Al HaGueulah Veal HaTemurah e outros.

## Seus livros
Algumas das obras que o Rebe escreveu ou que foram compiladas por seus discípulos:
- Vayoel Moshe (1961), explicando que o sionismo é proibido pela halakha (lei judaica);
- Al HaGueulah VeAl HaTemurah (1967), explicando ainda mais como o sionismo é proibido, à luz da Guerra dos Seis Dias;
- Divrei Yoel, sobre o Chumash, Talmud e festivais judaicos;
- Kuntres Chidushei Torah sobre o Chumash e festivais;
- Shu"t Divrei Yoel, responsa de halakha;
- Dibrot Kodesh, sermões proferidos em Seudah Shlishit;
- Agadot Maharit, sobre o Talmud;
- Tiv Levav, sobre o Chumash;
- Rav Tuv, sobre o Chumash;
- Machzor Divrei Yoel;
- Mitorato shel Rabeinu.

## Links da web
- O livro Vayoel Moshe

- Um clipe do Rebe de Satmar em seu Yom Hatzalah, 21 de Kislev
- Um clipe de sua chegada em Eretz Yisrael 5725
- Yalkut Hishbati Etchem, Rabino Joel Teitelbaum